# 施瓦斯曼-瓦赫曼3號彗星
施瓦斯曼-瓦赫曼3號彗星（73P/Schwassmann-Wachmann 3）是太陽系的一顆週期彗星，編號73P，現時已分裂成多塊碎片。

## 歷史
這顆彗星最早於1930年5月2日由德國天文學家阿諾德·施瓦斯曼（Arnold Schwassmann）和阿諾·阿圖爾·瓦赫曼（Arno Arthur Wachmann）共同發現，當時它的公轉週期不到5 1/3年，並每16年接近地球一次，其彗核直徑約1,100米。
1995年，這顆彗星被發現分裂成五塊大碎片並命名為73P-A到73P-E。至2006年，人們發現更多彗星碎片，得知這顆彗星正在持續分裂（截至2007年觀測統計，地面觀測已記錄得65顆碎片，分別為B,C,G,H,J～N,P～Z,AA～AZ,BA～BS（T核和S核在2006年5月11日後已觀測不到，或已消失；加上未統計的總數可能達70個）；根據5月18日（最亮時）的亮暗順序，頭三顆為B（5等）、C（6等），C核和B核的光度預計可達4~5等，其它的為14等或更暗不適普通觀測；其中AM核由台灣中央大學鹿林天文台RC16望遠鏡發現）。
B核相對於其他彗核活躍得多，4月20日的一次分裂被台灣鹿林天文台拍攝到，4月24～25日的持續分裂並突然增亮過程（8.3等→7.9等）被多家天文台甚至美國和日本的天文愛好者拍攝到（碎片並隨著B核在後）。5月2日～4日曾有一次爆發並分裂被日本石垣島天文台拍攝到；5月8日的一次爆發並增亮一個星等至9日的4.5等（越過C核亮度）被美國史密松天文台與密執安大學拍攝到；至11日觀測已回落至比C核稍暗，至六月初已下降至7等以下，活躍度以大為降低。
而在月初起，很多大望遠鏡包括哈勃望遠鏡、南歐天文台VLT望遠鏡、史匹哲太空望遠鏡與日本昴星團望遠鏡、Swift X射線望遠鏡等皆已對彗星B拍照；B核詳情請參考《善變的73P彗星B核》。
這組彗星五月中旬經天鵝座、飛馬座、雙魚座至鯨魚座，並預計會於5月12日～17日分別接近地球，達1,200萬公里（C核，0.079 AU），成為20年來最接近地球的彗星，但其距離仍不致於威脅到地球。此外在1930年它接近地球時，曾引發出現牧夫座流星群，其流星數目（ZHR值）達每分鐘100顆，不過直至5月25日預測極大日當晚也沒有觀測到驟增之流星群。
法國天體力學與曆算研所（IMCCE）與俄羅斯流星專家米克埃·馬斯洛夫（Mikhail Maslov）估計在2022年5月31日世界時間5時至5時30分期間至這群彗星碎片將比2006年的一次更接近地球，但彗星軌道多變，如彗星持續分裂，人們將不可能繼續對它作軌道計算。
這樣的彗星解體最終會如19世紀的比拉彗星般消失，導致這顆彗星分裂解體的說法不一，其中一個說法是它受到某種天體撞擊，而另一個則是由熱力造成的。過去有數顆彗星出現同樣狀況，其中較著名的有C/1999 S4在2000年7月至8月接近太陽時。

## 探測任務
輪廓號原定於2006年6月18日造訪這顆彗星，但探測器不幸地在發射後損毀，以致不能飛越這顆彗星。

## 相關網站
- 彗星軌道 （页面存档备份，存于）模擬 (NASA)
- 美國《天空和望遠鏡》73P彗星報道（英文）
- NASA - Mini-Comets Approaching Earth
- 73P迷你彗星接近地球，可藉機觀察將死彗星狀況
- 73P/SW3彗星已處在支離破碎的狀態
- 73P/SW3彗星各彗核接近地球時刻順序
- 73P彗星照片集─日本山形縣眺海之森天體觀測台（日文）

| 週期彗星                  | 週期彗星               | 週期彗星                           |
| ------------------------- | ---------------------- | ---------------------------------- |
| 前一顆彗星 丹寧－藤川彗星 | 施瓦斯曼-瓦赫曼3號彗星 | 後一顆彗星 斯米爾諾娃-切爾尼赫彗星 |
| 週期彗星列表              |                        |                                    |